# トラップ一家物語
『トラップ一家物語』（トラップいっかものがたり）は、1991年1月13日から12月22日まで、フジテレビ系列で毎週日曜19:30 - 19:58（JST）に全40話が放送された、日本アニメーション制作のテレビアニメ。「世界名作劇場（ハウス世界名作劇場）」の第17作目に当たる。

## 概要
原作はマリア・フォン・トラップの自叙伝『トラップ・ファミリー合唱団物語』。自伝は1967年、日本で中央出版社から小田部胤明訳『歌うトラップ一家』として初めて出版された。世界名作劇場においては『あらいぐまラスカル』以来となる実話がモデルの話で、同時に成人した女性が主人公というシリーズでは異色の作品でもある。原作は映画化やミュージカル化がされているが、本作品自体を元にしたファミリーミュージカル（イマジンミュージカル）も上演されている。
序盤は家庭教師の修道女マリアとトラップ家の子供たちとの交流が描かれ、中盤以降は前年の『私のあしながおじさん』に続いて恋愛がテーマになり、トラップ家の父親であるゲオルクの再婚をめぐる家族内の葛藤を中心に物語が展開する。終盤においてはトラップ家の経済的危機やアンシュルス（ドイツによるオーストリア併合）によるナチスの侵攻などが描かれている。特にナチスについては、エピソードの中に数多く織り込まれ、ナチスの脅威に対する当時の一部オーストリア人の苦悩、複雑な心情が色濃く描かれており、一家がオーストリアからの亡命を実行する場面はスリリングに描写されている。
最終回放送後の1991年12月28日には、「世界名作劇場」としては初となる総集編が2時間枠（土曜 10:00 - 12:00）で放送された。
実話を元にした作品の中では、放送当時に一部の登場人物が存命中であったことも特徴である。

## あらすじ
幼い頃に両親を亡くし、苦労を重ねてきたマリア。師範学校の卒業旅行の帰りに、ふと思い立って修道女を志すことになり、ザルツブルクへとやってきたマリアは、一番厳しい修道院として教えられたノンベルク修道院を訪れて、志願の結果修道女見習いとして迎え入れられる。しかし、しきたりや規律等に無頓着なマリアは、徐々に修道院では問題のある存在としてみなされていくようになってしまう。ある日マリアは、オーストリアの英雄にして貴族であるトラップ大佐の家に、次女マリアの家庭教師として9ヶ月間派遣されることになった。7人の子どもたちは、当初は心を閉ざし反発していたが、次第に天真爛漫で裏表の無いマリアに心を開いていく。そしてゲオルクも、マリアに惹かれるようになっていく。

## 登場人物
マリア・クッチャラ
声 - 勝生真沙子
本作品の主人公。18歳。1月25日生まれの山羊座で、出生証明書では、「ウィーン生まれ」となっている(後述「マリアの母」の欄)。ウィーンの師範学校を卒業後、ノンベルク修道院の見習い修道女となるが、ある日9ヶ月間の条件で修道院から派遣されてトラップ家の26人目の家庭教師となる。周りから“フロイライン・マリア”と呼ばれている。ゲオルクに対して普段から“トラップ艦長”と呼び、さらに時々おちゃらけて敬礼ポーズと共に部下の口調をマネて話すこともある。
普段は人当たりがよく天真爛漫な性格でドジを踏むこともあるが、臆することなく自分の意見を述べる勇敢さと、失敗をした時は自分の非を認める素直さも持つ。右手を頭の右側にあてる仕草が癖で様々な場面によくやっている。趣味は歌とギターを弾くことと山歩きで、他に洋裁や刺繍(ししゅう)も得意で、動物好きでもある。ちなみに家庭教師としてもらった給料のほとんどは、ノンベルク修道院に寄付している。
両親を幼いころに亡くしたため、家族というものに対する思いは強い。前述の性格や子どもたちと歌で触れ合うことで、それまで心を閉ざしていた子ども達の心を開き、やがてゲオルクと結ばれることとなる。結婚後は家族に降りかかる様々な危機を乗り切り、良妻賢母ぶりを発揮する。

### トラップ一家
アニメではルーペント（長男）、ヴェルナー（次男）、マリア（次女）の3人だけが史実通りで、他の4人は生年の順序が入れ替わっている。
ゲオルク・フォン・トラップ
声 - 堀勝之祐
トラップ家の当主で男爵。38歳。元軍人。現在は“ベガ船舶会社”という海運事業の会社を経営しているらしい。品格と知性を伴う人物。妻のアガタを亡くしてからは、子ども達に対しても心を閉ざしていたが、マリアとの付き合いを通じてかつてのような暖かい性格の持ち主となる。子育てに関しては、マチルダほどしつけに厳しくはなく時々口頭で注意することはあっても、基本的に手を上げることはほとんどない。
第一次世界大戦の時にはオーストリア海軍の潜水艦の艦長だった（階級は大佐）。先の戦争で手柄を立てて男爵の位をもらった事自体は誇りに思っている元が生粋の軍人のため、華やかな貴族生活は苦手。それゆえ、オーストリアへの愛国心と誇りから後半はナチスと対立し、ドイツ海軍からの誘いを機に国外への脱出を決意する。
パイプたばこを愛用している。海軍にいたこともあり海が好きらしく、作中では地中海でヨットを走らせ、素潜りで魚を獲るなどして約1ヶ月間過ごしたことがある。泳ぎやスキーも得意で、ヴァイオリンもいくらかは弾ける(作中では、アイネ・クライネ・ナハトムジーク第2楽章を演奏している)。また読書家らしく自身の部屋には無数の本を所有しており、狩り好きなのか銃が好きなのかは不明だが猟銃の手入れもしている。
ルーペルト・フォン・トラップ
声 - 安達忍
トラップ家の長男。14歳。中学生。アガタが亡くなって以降トラップ家にやって来た家庭教師に対して、自身とヘートヴィッヒが主導して弟妹たちと共になつかないようにしてきた。しっかり者で真面目で落ち着いた性格だが少々気が弱い所があり、気の強い妹のヘートヴィッヒに言い負かされ気味。勉強はよくできる反面体育は不得意で、フェンシングは学校やゲオルクからも時々教わっているが中々上達しない。手先が器用で、趣味は木彫りの人形作り。肉を2日連続で食べるとおなかを壊す体質。その後医師を目指してインスブルックの医科大学予科に進学し、それ以降は寄宿舎で暮らしながら本屋でバイトをし、夏休みなどに時々実家に帰ってくる生活となる。
史実でも長男であり、番組放送当時は存命だった。
ヘートヴィッヒ・フォン・トラップ
声 - 川村万梨阿
トラップ家の長女。13歳。女学校に通う。思春期ということもあり、気が強く感情的に自己主張することが多いが、本来は家族想いな性格。反抗期らしく大人によく反発しており、自尊心が強いため中々素直になれないでいる。経験上、家庭教師というものを信用せず敵視しており、始めの頃は兄妹の中で最もマリアに反発していた。その後他の兄妹より少し時間はかかったが、マリアにもやがて心を開くように。父のイヴォンヌとの結婚にも反対で、婚約解消をしてほしいあまり家出したことも。いわゆるカナヅチで泳ぐのが苦手。
ヴェルナー・フォン・トラップ
声 - 松岡洋子
トラップ家の次男。10歳。小学4年生。元気な腕白少年で、遊び盛りなこともあり自分のしたいことを優先して言いつけを守らないことがあり少々責任感が足りない。貴族の仕来たりを兄弟の中で1番嫌っている。普段はいたずらっ子だが動物には優しく、ある時ケガをした子鹿を見つけた時は甲斐甲斐しく世話をするが、マチルダや兄姉から「山へ返すべき」との意見に「僕が1人で育てる！」などと言って数日間反抗したこともある。身だしなみに無頓着で行儀が悪く、食いしん坊でブルーベリーの食べすぎでおなかを壊したことも。
史実でも次男である。
マリア・フォン・トラップ
声 - 白鳥由里
トラップ家の次女。8歳。マリアと区別するために「小さいマリア」と言われる。子どもたちの中でも一番のお母さん子。2年前に母が患った病気である猩紅熱にかかって以来心臓が弱いなど病弱になり、全く食事に手をつけないなど心を閉ざしていた。しかし、マリアとの出会いでぐんぐん元気になり、数ヶ月後走れるぐらい丈夫になった。穏やかで優しい性格だが、マチルダ夫人に反論するなど強気な面も。あることがきっかけで母のヴァイオリンを弾くようにもなる(練習曲は、主に『メヌエット』)。
史実でも次女であり、2014年2月18日に亡くなるまで作中に登場するトラップ家の最後の存命者だった。
ヨハンナ・フォン・トラップ
声 - 石川寛美
トラップ家の三女。6歳。小学1年生で、マリアがトラップ家に来る1週間前に小学校に上がったばかり。頬にそばかすがある。トラップ家のムードメーカー的存在。笑い上戸でちょっとしたことですぐクスクス笑い出す陽気な性格で好奇心旺盛。さらにやんちゃなおてんば娘で、迷子になったり変な化粧をしたりコインや蚊を飲み込んだりと何かと珍事件を引き起こす。しかし物語の終盤では、ナチス侵攻の影響を受けた学校生活に馴染めず、小さな心を痛めたこともある。
マルティナ・フォン・トラップ
声 - 鈴木砂織
トラップ家の四女。5歳。何をするにも手にはいつも“ニコラ”と名付けたテディベアを持っており、家族いわく「マルティナは、ニコラの小さなお母さん」。内気でおとなしい性格だが頑固な所があり、口数は少ないがたまに驚くべき発言をすることがある。まだ文字は上手く書けず他の人には読めない。
アガーテ・フォン・トラップ
声 - 渡辺菜生子
トラップ家の五女。3歳。末っ子だけあって、甘えん坊で無邪気な性格でいたずら好き。幼いため危ないという感覚がまだ分からず、ハサミを勝手に持ち出すなど周りをヒヤヒヤさせることがある。兄姉たちが直前に言った言葉を真似て会話している。おねしょを5日連続した記録を持つ。
アガタ・フォン・トラップ
7人の子どもたちの母で、ゲオルクの妻。2年前に猩紅熱で亡くなった。生前はゲオルクと子どもたちから非常に愛されており、自身の死後子どもたちが父の再婚話に反発する大きな一因となっている。モーツァルトの曲が好きで、子どもの頃にはヴァイオリンを弾いていた。このヴァイオリンと愛用していたミシンは、死後物置に仕舞われた。

### 使用人
マチルダ夫人
声 - 藤田淑子
トラップ家の家政婦長(監督のような存在)。元々のトラップ家との詳細な関係は不明だが、アガタを亡くしたトラップ家の子どもたちを不憫に思いゲオルクが新しい妻を迎えるまでの間、2年ほど前から一緒に暮らし始めた。他の使用人たちが遂行する家事全般に加え、子どもたちの教育、健康管理、礼儀作法を取り仕切る。また、ゲオルクとイヴォンヌとの結婚話を積極的に後押しし、子どもたちが彼女になつくことを期待している。
貴族の仕来たりにとても厳しく、頑固でヒステリックな言動のせいで子ども達から疎まれている。マリアについては、型にはまらない教育を行う彼女の存在を苦々しく思っていた(第11話でマリアへの態度がやや軟化)。ただしその後もマリアとは、子どもたちへの接し方やイヴォンヌとの結婚話のことで意見が合わない状態が続く。上記の言動から表向き口うるさい人と誤解されやすいが、実際は洞察力に優れ子ども想いな性格である。
よく尻もちをついており一見動きは鈍そうだが、意外に足が速い。トランプ占いが得意。チョコレートが大好物。物語終盤でマリアの結婚を機に引退することを決意し、結婚式の日に自身の腕時計を贈りウィーンへ戻る。
ハンス
声 - 平野正人
トラップ家の執事。ゲオルクの仕事のサポート、トラップ家の来客対応及び電話・手紙などの取次ぎ、一家の食事の配膳などをしている。少々堅物だが生真面目で誠実な性格で、子ども達だけではなくマリアに対しても色々とサポートしている。トラップ家使用人としては申し分ないが、ゲオルクとマチルダ夫人の留守に女友達に会いに行くなど、主人の居ない場所では息抜きもしている模様。聖ニコラウスに化けるなど家族の一員として親しみを得ていたが、終盤にナチス支持者となりゲオルクと対立する。
ミミー
声 - 萩森順子
トラップ家のメイドで、ウィーンで職探しをしていた時にアガタに雇われ、アガーテが生まれる前から勤めている。チロル出身のためチロル訛りがあり、田舎者呼ばわりしてくるクラリーネとは不仲。使用人の中ではマリアの味方の1人として彼女に親しく接する。終盤のトラップ家が下宿を始めた後に結婚してトラップ家を去り、イタリア国境に近いチロルの谷の奥にあるオーバーグルグルで結婚生活を送る。
クラリーネ
声 - 色川京子
トラップ家のメイドだが、厳密にはマチルダ夫人専属メイドで2年前に夫人と共にやって来た。ミミーには面と向かって嫌味口調で話しかけ、よく小競り合いをする。マリアがトラップ家に来たころは少々意地の悪い性格で、子供たちの部屋のドア越しにマリアたちの話を盗み聞きしてはマチルダに報告するなどしていた。しかし第12話辺りで態度がやや軟化して徐々に穏やかな性格になり、彼女や子どもたちの考えにも理解を示すようになる。終盤、マチルダ夫人と共にウィーンへ戻る。
ローズィ
声 - 遠藤晴
トラップ家のコック。ふくよかな体型の威勢のいいおばちゃんで、作る料理(チロリアン料理が得意)は自他共に認める美味しさを誇る。ウィーン風の味付けを好むマチルダ夫人に苦手意識を持っており、何かとマリアの味方になってくれる。昔、豪華客船に乗って七つの海を渡り歩いていたらしい。クリスマスの頃には、オーストリアと北欧のクリスマスの違いについて語る。
フランツ
声 - 大山高男
トラップ家の庭師。マリアがアイゲンに来た際に最初に出会った人物で、トラップ邸への道を教えた。ゲオルクの伝令役を務めていた第一次世界大戦の頃からの付き合いで、今でも彼を「艦長殿」と呼び慕っている。普段は庭の植物や農園の管理、ゲオルクの車の手入れや時々運転手を任されることもある。その後破産したトラップ一家を援助し、一家の亡命を手助けする。

### ノンベルク修道院
院長
声 - 山口奈々
ノンベルク修道院の院長。懐の深い穏やかな性格でマリアの成長をあたたかく見守っている。修道院に訪れたゲオルクが家庭教師を探していることを知り、マリアに家庭教師として9ヶ月間の約束でトラップ家に行く話を持ちかける。
ドローレス修練長
声 - 藤夏子
ノンベルク修道院で見習いシスターの監督指導にあたるベテランシスター。シスターの中でも特に修道院のしきたりを重んじる人物で、決まりごとを守らないマリアに度々雷を落としている。しかしその後、ゲオルクとの結婚かシスターになるかの選択を迫られたマリアに「あなたがこの修道院に来たことは（トラップ一家マリアを出会わせるための）神の思し召しのように思える」と助言する。
ラファエラ
声 - 久川綾
見習いシスター。マリアの修道院時代からの友達で良き理解者。まだ経験が浅い見習いだがようやく修道院の生活に慣れてきた所で、見習いになったばかりのマリアにしきたりやマナーを教える。後にヘートヴィッヒが家出騒動を起こした時にマリアと数ヶ月ぶりに再会する。
ローラ
声 - 榊原良子
ノンベルク修道院のシスター。ノンベルク学園の先生もしており、マリアの教育実習の指導係を担当。常に冷静でお堅い性格で丁寧な口調をしている。“修道院の問題児”であるマリアに先生としての心構えを教える。
ルシア
声 - 中村万里
ノンベルク修道院のベテランシスター。マリアがノンベルク修道院で初めて会った人物でもある。少し耳が遠いがラファエラによると「耳で聞かなくても人の気持ちが分かる」とのこと。また、年のせいかたまに杖を用いて歩くこともある。
トーマス
声 - 松岡洋子
10歳ぐらいの男の子。ノンベルク学園の生徒の1人。修道院の実習として学園にやって来たマリアと数日間過ごした。貧しい家でおじいさんと2人暮らししながら、牛乳配達を手伝っている。その後牛乳配達をしていた所、家出したヘートヴィッヒと出会い、迎えに来たマリアと数ヶ月ぶりに再会する。

### 回想で登場する人物
マリアの母
声 - 川島千代子
マリアの実母。マリアを妊娠中ウィーン行きの汽車に乗車するが、チロルを通過時に娘を出産(マリアの出生証明書では「ウィーン生まれ」となっている)。その直後、車掌のザルツブルクで降りる提案を固辞し、夫の待つウィーンへ向かった。マリアが2歳の頃に肺炎で死去。
マリアの父
声 - 戸谷公次
マリアの実父。エンジニアだったため、妻亡き後マリアを自分のいとこへ預けて世界各地を転々とする。5年後ウィーンへ帰ってくるも、その2・3年後に突然死去。
マリアの養母
声 - 中村万里
マリアの養母。マリアの父親のいとこにあたる。マリアの後見人である自身の娘婿に、マリアと共に日常的に暴力を振るわれていた模様。マリアが家を出る際は苦労を掛けたことを謝罪し、マリアの将来がうまくいくように祈った。
ズィークフリード
声 - 佐藤正治
マリアの後見人。マリアの養母の娘婿。裁判官だったこともあり、メイドがいたりマリアも食事をちゃんと食べさせてもらうなど経済状況は良かった。しかし子ども時代のマリア含む家族に鞭で暴力を振るっていたため彼女たちから恐れられていた。その後この暴力は、重度のノイローゼに罹った影響ということが判明し入院。ミミズのようなニョロニョロした生き物が嫌い。
アニー
声 - 平松晶子
マリアの友人。母子家庭で母と数人の弟妹とセンメリンクで暮らしている。金銭的な問題で高等師範学校に進学できないマリアに、センメリンクで仕事を探すよう助言した。

### その他
イヴォンヌ・ベルベデーレ
声 - 山田栄子
ゲオルクの婚約者で伯爵令嬢。アガタとははとこである。美女だが高飛車で気位が高い。子供時代に母親を亡くした関係で子どもが苦手なため、子供たちの母親としてではなく、ゲオルクの妻となることを望んでいる。ヘートヴィッヒやマリアには毛虫のように煙たがられており嫌われている。マリアの存在を多少疎ましく思い物語を通じて反発し合うが、終盤で「子どもたちの母親には、あなたがなるべきよ」とマリアを認めている。その後、ゲオルクとの婚約を解消してから年下のイギリス貴族と婚約する。
アガタの両親
声 - 男爵夫人：島美弥子
ホワイトヘッド男爵夫妻。アガタの故郷であるウィーン在住。ゲオルクと結婚することになったマリアに夫婦でウェディングドレスを贈る。またアガタが生前愛用していたミシンは、結婚祝いに自身たちがプレゼントした物。その後妻の方が体調を崩したことがあり見舞いに訪れたトラップ一家と久しぶりに会い、マリアと初対面する。
ヴァスナー
声 - 森功至
若い神父。トラップ家の下宿屋の最初の宿泊者で、普段は屋敷内にある礼拝堂でミサを執り行う。また、オルガンが弾けるなど音楽に長けていることから、トラップ一家合唱団の歌の練習時の指導や本番の指揮者を担当するようになる。終盤、トラップ一家と共に亡命する。
ナスターシャ・イワノヴナ
声 - 天野由梨
ロシア人の女の子で、ヘートヴィッヒと大の仲良しでルーペルトが好きだった女の子でもある。しかしドイツの勢力拡大に伴いロシアに帰ってしまい、旅立つ日にルーペルトから手作りの木彫りの人形(馬に乗るドン・キホーテを模したもの)をもらう。
アントン
声 - 飛田展男
フェンシングの上手い男の子。基本的にはプライドが高く強気な性格だが、自分を良く見せようと“こずるい”行動を取ることがある。ルーペルトの恋敵で、ナスターシャをめぐり彼とフェンシングで勝負する。
ロッテ・レーマン
声 - 秋元千賀子
世界的に著名なオペラ歌手。ホテル暮らしに疲れザルツブルク音楽祭が開かれる夏の間、庶民的なトラップ家の下宿屋で過ごす。合唱団の才能に感激し、一家に音楽祭への出演を薦めた人物でもある。
カール
声 - 小林通孝
ミミーの婚約者。牛乳配達の仕事をしておりトラップ家に早朝牛乳を届けに来る。ミミ―と結婚後、オーバーグルグルでおじの跡を継いでヤギの世話をする。最終盤でトラップ一家の亡命に協力する。
ゲシュタポ幹部
声 - 銀河万丈
ドイツの秘密警察、ゲシュタポの将校。ゲオルクの下に何度となく押しかけ、ナチスへの忠誠を執拗に求めた。ヒトラーの誕生日の祝典でトラップ一家合唱団が歌うことになったと、ゲオルクに告げる。
運転手
声 - 岸野幸正
上記のゲシュタポ幹部の運転手。制服の襟にあるマークから親衛隊（SS）の隊員と思われる。
クルト・フォン・シュスヒニッヒ
声 - 筈見純
オーストリア共和国の連邦大統領。トラップ家の子供たちの歌声をラジオで聞き、後日大統領主催のパーティーに招待する。疲弊している国民のために数日後に開かれる演奏会にトラップ一家合唱団として参加し、オーストリアの歌で勇気づけてくれるよう依頼する。
アドルフ・ヒトラー
声 - 福田信昭
ナチス・ドイツ総統。第38話「ハンスの秘密」で登場。診察のため、ミュンヘンを訪れた夫妻が偶然レストランで遭遇する。劇中では木苺のジュースを愛飲し、公の場でも大声で笑うなどマリアが激しい嫌悪感を抱くほど下品で無粋な男として描かれている。史実でもトラップ夫妻はヒトラーと遭遇しており、マリア自身はヒトラーに対してはひどく不快な印象を持ったと語っている。

## 作中の状況説明
両親を幼い頃に亡くしたマリアは子供時代を親戚宅で過ごし、後見人の男に時々暴力を振るわれるなど辛い日々を送る。数年後、14歳の頃に手に職をつけるため進学希望するが学費を出してもらえずその家を出た後、友人が暮らす街でバイトで学費を貯めてウィーンの高等師範学校に入学した。
第2話ではマリアがノンベルク学園で教育実習をしているが、これは作中の修道院で正式なシスターになるために教育博士の学位を取得する必要があることから。
元々トラップ家はウィーンで暮らしていたが、アガタが亡くなったことを機にザルツブルクに引っ越してきた。ゲオルクの屋敷は元々さる公爵が狩りのための別荘として建てられたため、近くには森や川などの自然に溢れ屋敷の前には広大な庭もある。
これまでの経験から家庭教師になつこうとしない7人の子どもがいるトラップ家の26人目の家庭教師として9ヶ月間(翌年の6月末日まで)の条件で派遣され住み込み生活を送ることに。当初、マリアが家庭教師をするのは小さいマリアだけだったが、ほどなくして「体力的にまだ幼く通学が大変」との理由で、ヨハンナの家庭教師も頼まれて2人に勉強を教え始める。

## 史実との違い
本節では史実並びに原作と、本作品との相違点を簡単に述べる。
- マリアがトラップ家に派遣された時の年齢は、史実及び原作では21歳。
- ゲオルクとマリアの年齢差は、25歳（本作品では20歳）。
- 子どもたちの順番も、少し異なる。本作品では上の順番とされたが、史実では、
ルーペルト→アガーテ→マリア→ヴェルナー→ヘートヴィッヒ→ヨハンナ→マルティナ
の順である。また、母の名前も、原作ではアガーテである。
- 史実では、結婚からアメリカ亡命までは10年以上の期間があり、その間マリアとゲオルクの間にはローズマリーとエレオノーレという、2人の娘が生まれている。また、マリアが亡命の間妊娠していたというのも史実準拠であり、この時に身ごもっていたのが末子のヨハネスであった。
- 執事のハンス・シュヴァイガー(Hans Schweiger)は、史実ではナチ党員であり監視していることを告白した後も、「（上部に報告せざるを得なくなる為、）自分の前で政治の話はしないように」と語ったり、アメリカからのコンサート出演依頼に乗じて一家に亡命を進言するなど、一家には協力的な人物であった。
- 史実及び原作ではマリアは家庭教師として派遣された時点で既に還俗して修道院を出ているが、本作品ではミュージカル映画版「サウンド・オブ・ミュージック」同様、期限付きの家庭教師として修道女のままの身分で派遣され、映画版と同等のプロセスを経て還俗、結婚する。

上に列挙した以外にも細かな相違点はあるものの、基本的には映画版よりは史実に沿って作られている。

## スタッフ
- 製作 - 本橋浩一
- 製作管理 - 高桑充、中島順三
- 企画 - 清水賢治（フジテレビ）、大橋益之助（電通関西支社）、佐藤昭司
- 脚本 - しろやあよ
- 音楽 - 風戸慎介
- キャラクターデザイン - 関修一
- 美術設定 - 伊藤主計
- 美術監督 - 森元茂
- 色彩設定 - 小山明子、小酒井久代、諸澤千恵子
- 音響監督 - 藤野貞義
- 撮影監督 - 森田俊昭
- プロデューサー - 立川善久、和田実（フジテレビ）、松土隆二
- 監督 - 楠葉宏三
- 制作 - 日本アニメーション、フジテレビ

## 主題歌

### オープニングテーマ
「ドレミの歌」
作詞 - オスカー・ハマースタイン2世 / 日本語作詞 - ペギー葉山 / 作曲 - リチャード・ロジャース / 編曲 - 風戸慎介
歌 - 伊東恵里、森の木児童合唱団
（本放送、再放送時）
「ほほえみの魔法」
作詞 - いしいめぐみ / 作曲 - 岸正之 / 編曲 - 風戸慎介 / 歌 - 伊東恵里
（ビデオ、DVDなど2次使用音源。その他第18話の挿入歌としても使用された。）

### エンディングテーマ
「両手を広げて」
作詞 - いしいめぐみ / 作曲・編曲 - 風戸慎介 / 歌 - 伊東恵里

### 主題歌差し替えについて
主題歌「ドレミの歌」は、本放送時に限って使用を許可されていた。契約金も高額だった為にビデオソフトやDVDなど、商売に利用される場合は（著作権）2次使用の関係で再契約が必要になるという事情もあった。この高額な契約金はオープニング・エンディング映像の制作にも影響を与えており、いずれもセル画の枚数を使わず、キャラクターも殆ど動かない演出で構成されている。こうした事情から、後年のソフト化に際しては主題歌の差し替えが行われており、これを見越して「ほほえみの魔法」のTVサイズも放送期間中に録音されていた。有料ネット配信などの全話放送でも同様の扱いとなっているが、再放送では本放送時と同じく「ドレミの歌」が流されるケースもある。
DVD化に際しての主題歌差し替えに伴い、次のような措置も行われた。まず映像の修正やスタッフクレジットのフォント変更など、オープニング映像やエンディングのクレジットにも修正が加えられた。前番組『私のあしながおじさん』の最終回で放送された、本作品第1話の予告編でもドレミの歌が使用されていたが、こちらもソフト化に伴い通常の予告編用の音楽に差し替えられている。この他DVD第10巻（最終巻）の映像特典として、東映が制作したカラオケ映像が収録されているが、他の「世界名作劇場」のDVDシリーズがオープニングテーマを収録しているのに対して、本作品ではエンディングテーマの「両手を広げて」が収録されている。
世界名作劇場のオープニング映像を集めたビデオソフト等では、オープニング映像に音声のみエンディングテーマの曲に差し替えという措置が取られている。この他、東映ビデオから発売されている日本アニメーション主題歌大全集DVDソフトでは、オープニング映像は未収録になっているものの、映像特典でノンテロップ映像という形で「ほほえみの魔法」が収録されている。ジャケット表記では再放送用と明記されているが、本来の契約が初回放送のみだった為に誤表記されている。

## 作中に登場する主な歌
「のんきな月曜日」
ノンベルク学園で授業を任されたマリアが、シスター姿でギターの弾き語りでこの歌を教え生徒たちとに歌う。マリアがトラップ家に派遣された直後、トラップ家の子どもたちはこの歌を知らなかったが彼女に教えられてその後歌うようになる。
「野ばら」作曲：シューベルト
作中でよく歌われる歌の1つ。マリアがトラップ家に来た直後、子どもたちに知っている歌を尋ねると、小さいマリアがこの歌を挙げたため皆で歌う。その後ロッテ・レーマンに誘われて参加した作中の「ザルツブルク音楽祭」等でも歌う。
「菩提樹」(冬の旅第1部より第5曲)作曲：シューベルト
トラップ家でナスターシャの送別会を開くことになり、マリアと子どもたちがこの歌で彼女を出迎える。
「別れの歌」(ドイツ民謡)
列車に乗ってロシアに旅立つナスターシャを、駅まで見送りに来たマリアと子どもたちがこの歌で送り出す。また、最終回に一家でアメリカへ亡命する際の船の上でも一家で合唱している。
「山のごちそう」(サビが「ホルディヒヒヤ ホルディクク」の歌)
作中でよく歌われる歌の1つ。マチルダ夫人の誕生日にマリアと子どもたちが歌のプレゼントとして歌う。その後もマリアたちがよく歌い、大統領の助言を受けて参加した演奏会等でも歌う。
「荒野の果てに（あらののはてに）」、「天には栄え」、「きよしこの夜」
クリスマス・キャロルとしてクリスマス頃に歌われる。このうち『きよしこの夜』はトラップ家の家族に加え、作中では珍しく使用人たち(その場にいないフランツとハンスは除く)も歌唱している。
「シューベルトの子守歌」作曲：シューベルト
小さいマリアのために彼女の寝室で、マリアがギターで弾き語りする。
「妹背をちぎる」
マリアとゲオルグの結婚式の際に歌われた賛美歌。

## 各話リスト
| 話数                   | 放送日                 | サブタイトル               | 絵コンテ                     | 演出                         | 作画監督          |
| ---------------------- | ---------------------- | -------------------------- | ---------------------------- | ---------------------------- | ----------------- |
| 1                      | 1991年 1月13日         | 私、修道女志願です         | 楠葉宏三                     | 楠葉宏三                     | 入江篤            |
| 2                      | 1月20日                | シスターとしての未来       | 楠葉宏三 中西伸彰            | 楠葉宏三                     | 加藤裕美          |
| 3                      | 1月27日                | 艦長と7人の子供たち        | 楠葉宏三                     | 楠葉宏三                     | 大城勝            |
| 4                      | 2月3日                 | 26人目の家庭教師           | 関戸始                       | 楠葉宏三                     | 入江篤            |
| 5                      | 2月10日                | マリアは騒ぎの張本人       | 斎藤次郎                     | 斎藤次郎                     | 加藤裕美          |
| 6                      | 2月17日                | 迷子とはらぺこ騒動         | 楠葉宏三                     | 楠葉宏三                     | 大城勝            |
| 7                      | 2月24日                | 大人は信じられない         | 加賀剛                       | 楠葉宏三 加賀剛              | 加藤裕美          |
| 8                      | 3月3日                 | 礼儀作法が大事です!?       | 楠葉宏三 中西伸彰            | 楠葉宏三                     | 大城勝            |
| 9                      | 3月10日                | トラップ男爵の婚約者?      | 斎藤次郎                     | 斎藤次郎                     | 加藤裕美          |
| 10                     | 3月17日                | ミシンとヴァイオリン       | 加賀剛                       | 楠葉宏三 加賀剛              | 大城勝            |
| 11                     | 3月24日                | どろんこ遊びは最高!        | 楠葉宏三 佐土原武之 中西伸彰 | 楠葉宏三 佐土原武之 中西伸彰 | 加藤裕美          |
| 12                     | 4月28日                | マリア風チョコレートケーキ | 楠葉宏三                     | 楠葉宏三                     | 田中穣            |
| 13                     | 5月5日                 | ドン・キホーテの初恋       | 楠葉宏三 斉藤次郎            | 楠葉宏三                     | 田中穣            |
| 14                     | 5月12日                | オルゴールの秘密           | 加賀剛                       | 楠葉宏三 加賀剛              | 加藤裕美          |
| 15                     | 5月19日                | マルティナと熊のニコラ     | 楠葉宏三                     | 楠葉宏三                     | 遠井和也 細井信宏 |
| 16                     | 5月26日                | マリア先生がいない家       | 佐土原武之 中西伸彰 楠葉宏三 | 楠葉宏三                     | 大城勝            |
| 17                     | 6月2日                 | 傷ついた子鹿               | 楠葉宏三 斎藤次郎            | 楠葉宏三                     | 田中穣            |
| 18                     | 6月9日                 | 生きとし生けるもの         | 楠葉宏三                     | 楠葉宏三                     | 加藤裕美          |
| 19                     | 6月16日                | イヴォンヌ姫のお土産       | 加賀剛                       | 楠葉宏三 加賀剛              | 伊武菜鳥 細井信宏 |
| 20                     | 6月23日                | それぞれの人生             | 楠葉宏三 則座誠              | 楠葉宏三                     | 大城勝            |
| 21                     | 6月30日                | トラップ男爵の決断         | 斎藤次郎 楠葉宏三            | 斎藤次郎                     | 田中穣            |
| 22                     | 7月7日                 | 1人で生きてゆける?         | 加賀剛                       | 楠葉宏三 加賀剛              | 加藤裕美          |
| 23                     | 7月14日                | 天使への願い事             | 楠葉宏三                     | 楠葉宏三                     | 伊武菜鳥 細井信宏 |
| 24                     | 8月4日                 | クリスマス・キャロル       | 佐土原武之 中西伸彰 楠葉宏三 | 佐土原武之 中西伸彰 楠葉宏三 | 大城勝            |
| 25                     | 8月11日                | 白銀のアルプスにて         | 則座誠 楠葉宏三              | 則座誠                       | 田中穣            |
| 26                     | 8月18日                | オレンジと花の苗           | 楠葉宏三                     | 楠葉宏三                     | 加藤裕美          |
| 27                     | 8月25日                | 昨日・今日・明日           | 斎藤次郎                     | 斎藤次郎                     | 細井信宏          |
| 28                     | 9月1日                 | いたずらアガーテ           | 加賀剛                       | 楠葉宏三 加賀剛              | 大城勝            |
| 29                     | 9月8日                 | 妻になる人、母になる人     | 楠葉宏三                     | 楠葉宏三                     | 加藤裕美          |
| 30                     | 9月15日                | 結婚してくれますね!?       | 斎藤次郎                     | 斎藤次郎 則座誠 楠葉宏三     | 田中穣            |
| 31                     | 9月22日                | 神様の思し召し             | 楠葉宏三                     | 楠葉宏三                     | 細井信宏          |
| 32                     | 9月29日                | 七月の花嫁                 | 中西伸彰                     | 楠葉宏三 中西伸彰            | 大城勝            |
| 33                     | 10月20日               | 本当の家族                 | 楠葉宏三                     | 楠葉宏三                     | 加藤裕美          |
| 34                     | 10月27日               | ファミリー合唱団誕生       | 加賀剛                       | 楠葉宏三 加賀剛              | 細井信宏          |
| 35                     | 11月3日                | 歌声は風にのって           | 則座誠                       | 楠葉宏三 則座誠              | 田中穣            |
| 36                     | 11月24日               | ナチス侵攻                 | 斎藤次郎                     | 斎藤次郎                     | 大城勝            |
| 37                     | 12月1日                | あたらしいご挨拶           | 加賀剛                       | 楠葉宏三 加賀剛              | 伊藤広治          |
| 38                     | 12月8日                | ハンスの秘密               | 楠葉宏三                     | 楠葉宏三                     | 細井信宏          |
| 39                     | 12月15日               | 誇りと信念                 | 楠葉宏三                     | 則座誠                       | 田中穣            |
| 40                     | 12月22日               | さようならわが祖国         | 楠葉宏三                     | 楠葉宏三                     | 大城勝            |
| 年末スペシャル：総集編 | 年末スペシャル：総集編 | 年末スペシャル：総集編     | -                            | -                            | -                 |

総集編は昭和の劇場版シリーズの後継という面からテレビシネマとして扱われており、再放送される際には新聞欄に映画として分類される。

## 放送局
※放送日時・系列は本番組終了時（1991年12月）のもの。
| 放送地域       | 放送局             | 放送日時           | 放送系列                                     | 備考              |
| -------------- | ------------------ | ------------------ | -------------------------------------------- | ----------------- |
| 関東広域圏     | フジテレビ         | 日曜 19:30 - 20:00 | フジテレビ系列                               | 制作局            |
| 北海道         | 北海道文化放送     | 日曜 19:30 - 20:00 | フジテレビ系列                               |                   |
| 岩手県         | 岩手めんこいテレビ | 日曜 19:30 - 20:00 | フジテレビ系列                               | 1991年4月開局から |
| 秋田県         | 秋田テレビ         | 日曜 19:30 - 20:00 | フジテレビ系列                               |                   |
| 宮城県         | 仙台放送           | 日曜 19:30 - 20:00 | フジテレビ系列                               |                   |
| 福島県         | 福島テレビ         | 日曜 19:30 - 20:00 | フジテレビ系列                               |                   |
| 新潟県         | 新潟総合テレビ     | 日曜 19:30 - 20:00 | フジテレビ系列                               |                   |
| 長野県         | 長野放送           | 日曜 19:30 - 20:00 | フジテレビ系列                               |                   |
| 静岡県         | テレビ静岡         | 日曜 19:30 - 20:00 | フジテレビ系列                               |                   |
| 富山県         | 富山テレビ         | 日曜 19:30 - 20:00 | フジテレビ系列                               |                   |
| 石川県         | 石川テレビ         | 日曜 19:30 - 20:00 | フジテレビ系列                               |                   |
| 福井県         | 福井テレビ         | 日曜 19:30 - 20:00 | フジテレビ系列                               |                   |
| 中京広域圏     | 東海テレビ         | 日曜 19:30 - 20:00 | フジテレビ系列                               |                   |
| 近畿広域圏     | 関西テレビ         | 日曜 19:30 - 20:00 | フジテレビ系列                               |                   |
| 島根県・鳥取県 | 山陰中央テレビ     | 日曜 19:30 - 20:00 | フジテレビ系列                               |                   |
| 岡山県・香川県 | 岡山放送           | 日曜 19:30 - 20:00 | フジテレビ系列                               |                   |
| 広島県         | テレビ新広島       | 日曜 19:30 - 20:00 | フジテレビ系列                               |                   |
| 愛媛県         | 愛媛放送           | 日曜 19:30 - 20:00 | フジテレビ系列                               | [ 注 40 ]         |
| 福岡県         | テレビ西日本       | 日曜 19:30 - 20:00 | フジテレビ系列                               |                   |
| 佐賀県         | サガテレビ         | 日曜 19:30 - 20:00 | フジテレビ系列                               |                   |
| 長崎県         | テレビ長崎         | 日曜 19:30 - 20:00 | フジテレビ系列                               |                   |
| 熊本県         | テレビ熊本         | 日曜 19:30 - 20:00 | フジテレビ系列                               |                   |
| 沖縄県         | 沖縄テレビ         | 日曜 19:30 - 20:00 | フジテレビ系列                               |                   |
| 山形県         | 山形テレビ         | 月曜 19:00 - 19:30 | フジテレビ系列                               | [ 注 41 ]         |
| 山梨県         | 山梨放送           | 水曜 16:30 - 17:00 | 日本テレビ系列                               | [ 注 42 ]         |
| 高知県         | 高知放送           | 金曜 16:30 - 17:00 | 日本テレビ系列                               | [ 注 43 ]         |
| 大分県         | テレビ大分         | 水曜 16:00 - 16:30 | 日本テレビ系列 フジテレビ系列 テレビ朝日系列 | [ 注 44 ]         |
| 宮崎県         | テレビ宮崎         | 日曜 18:00 - 18:30 | 日本テレビ系列 フジテレビ系列 テレビ朝日系列 | [ 注 44 ]         |
| 鹿児島県       | 鹿児島テレビ       | 日曜 18:30 - 19:00 | 日本テレビ系列 フジテレビ系列                | [ 注 45 ]         |

## 映像ソフト化
テレビシリーズのDVDは2002年3月25日から7月25日にかけて、全10巻が発売された。